# 2010년 검사 성접대 사건
2010년 검사 성접대 사건은 2010년 4월 20일 문화방송의 PD수첩에서 방영한 아이템이다.부산에서 건설업을 하는 제보자가 스스로 '57명의 전현직 검사에 지속적인 금전/향응/성상납 등의 스폰서 행위를 해왔다'고 밝힌 문서가 취재의 단초가 되었다.PD수첩은 이 문서의 제보자 및 주변인물들과의 인터뷰를 통하여 스폰서 행위의 사실관계를 확인하였으나,이 프로그램에서 실명이 거론된 두명의 검사(한승철 / 는 제보자의 발언에 신빙성이 없다며 스폰서 사실을 부인했다.22일 성낙인 서울대 법대 교수를 위원장으로 한 스폰서 검사 의혹 규명을 위한 진상규명위원회 가 발족되었다.
PD수첩의 보도는 큰 파장과 호응을 불러 일으켰다. 해당 홈페이지에는 5000여건의 격려 글이 쏟아졌으며 언론의 존재 이유를 보여준 것이란 평가를 받았다. 성공회대 김서중 교수는 이번 보도에 대해“이번 보도는 집권세력들이 왜 MBC를 장악하려는지를 잘 보여준 사례”라고 평가했다.
6월 8일 PD수첩은 '검사와 스폰서' 2편을 방영하였고, 이 역시 큰 호응을 불러왔다. 정치권에서도 검찰의 비리문제와, 기소독점주의와 같은 부분에 대한 개혁이 필요하다는데 공감하였으며, 6월 16일 여야는 검사들의 향응접대나, 금품수수에 대한 수사를 할 특별검사를 도입하기로 합의하였다.